# کارنوال سنسیشن
کارنوال سنسیشن (به انگلیسی: Carnival Sensation) یک کشتی است که طول آن ۸۵۵ فوت (۲۶۱ متر) می‌باشد. این کشتی در سال ۱۹۹۳ ساخته شد.